# Turbinellidae
Turbinellidae zijn een familie van weekdieren die behoort tot de klasse der Gastropoda (buikpotigen of slakken). De familie behoort tot de superfamilie Turbinelloidea.
Soorten die tot deze familie behoren zijn wereldwijd te vinden, maar met name in tropische, ondiepe wateren.

## Subfamilies
- Columbariinae  Tomlin, 1928
- Tudiclinae  Cossmann, 1901
- Turbinellinae  Swainson, 1835
- Vasinae  H.Adams & A.Adams, 1853

## Geslachten
Geslachten binnen de familie zijn::
- Eovasum  Douville, 1920 (Extinct)
- Exilioidea Grant and Gale, 1931
- Fulgurofusus Grabau, 1904
- Hystrivasum Olsson and Petit, 1964 (Extinct)
- Metzgeria Norman, 1879
- Ptychatractus Stimpson, 1865
- Surculina Dall, 1908
- Turbinella Lamarck, 1799
- Vasum Roding, 1798